# Ландик, Владимир Иванович
Влади́мир Ива́нович Ла́ндик (укр. Володимир Іванович Ландік, 27 декабря 1949, Часов Яр) — народный депутат Украины V и VI созывов от Партии регионов. Почётный президент телерадиокомпании НТРК «ИРТА».

## Биография
Родился в городе Часов Яр, Сталинской области 27 декабря 1949 года.
В 1972 году окончил Днепропетровский металлургический институт по специальности «литейное производство».
В 1972—1994 годах служил в управлении по исполнению наказаний УМВД в Луганской области. Уволился в запас в звании подполковника.
В 1994—1996 и 1999—2005 годах — директор луганского ООО «Норд-Сервис».
В 1996—1999 годах — вице-президент донецкого ОАО «Норд», известного производимой им бытовой техникой ТМ «NORD».
Народный депутат Украины V и VI созывов от Партии регионов.
Член Партии регионов. До 2005 года возглавлял Луганскую областную организацию Партии регионов.
В 1998—2006 был депутатом Луганского горсовета.
В ходе президентской кампании 2009—2010 гг. курировал 112 избирательный округ в Луганской области (гг. Свердловск и Ровеньки).
В 2012 году, после скандала с участием сына, планировал баллотироваться в ВР самовыдвиженцем, однако вскоре отказался от этой идеи.

## Бизнес
В 2008 году газета «Комментарии» приписывала Владимиру Ландику Старобельский механический завод, медиахолдинг (телеканал «Ирта», две радиостанции Европа плюс и Шансон, газету «Вечерний Луганск»), 33 % рынка «Центральный», торговый центр «Детский мир», множество объектов торговой недвижимости и около 100 га земли в Луганске и области.
В целом его состояние оценивалось в $61 млн. и он входит в десятку самых состоятельных луганских политиков.
Ландика называют «донецким» как по партийному «окрасу», так и по духу — за агрессивную манеру ведения предпринимательства.
В 2010 году Владимир Ландик получил 423,5 тысяч гривен совокупного дохода.

## Скандал с избиением инспектора ГАИ
12 марта 2011 года по заявлениям сотрудников МВД Украины в Луганске охранник Ландика избил инспектора ГАИ. 14 марта газета «Сегодня» опубликовала следующее сообщение источника:

Инспектор остановил «Мерседес», который мчался на скорости 91 км/ч вместо разрешённых 60-ти в пределах населённого пункта, — рассказал «Сегодня» наш источник в МВД. — Инспектор потребовал предъявить документы, на что услышал от водителя слова: «Что мы вам должны?». Он снова потребовал документы, после чего открывается ещё одно окно и инспектор слышит в свой адрес отборный мат. Спустя мгновение инспектор увидел на заднем сиденье нардепа Владимира Ландика. После этого Ландик обратился к впереди сидящему парню со словами: «Пойди … его». Тот вышел и избил инспектора, после «Мерседес» уехал. Инспектор получил сотрясение мозга и ушиб грудной клетки.

В той же статье был опубликован комментарий Ландика в котором он обвинял ГАИ в коррупции и вымогательстве:

Я только что отдал в прокуратуру видео, на котором двое весёлых красномордых гаишников 20 минут не пропускали меня, народного депутата, на дороге. Они задержали меня и требовали денег! Я пожаловался начальнику УВД, ГАИ города и прокурору — никто не приехал, — рассказал нам Ландик. — Когда гаишники узнали во мне депутата — побежали в куче кирпича прятать деньги, которые у них с собой были. После этого вечером мне позвонил начальник ГАИ города и сказал, что я избил его сотрудника. Те травмы, которые он получил, наверное, нанёс сам себе, никто его не бил! Распоясались начальники ГАИ, которые заставляют инспекторов снимать деньги с народных депутатов!

Однако спустя три дня «Сегодня» опубликовала извинение Ландика:

Мой помощник признал, что был не прав. Я его поддерживаю в этом. Что именно происходило между ним и инспектором в тот день, этого я не видел. Знаю, что он приезжал к Косякову в областную больницу, принёс извинения и предложил помощь. Но гаишник сказал, что средствами на лечение обеспечен и отказался от денег. Они пожали друг другу руки. И поскольку помощник — мой подчинённый, то я понял, что и мне надо извиниться. Тем более, сейчас пост.

Пострадавший инспектор ГАИ старший сержант милиции Алексей Косяков, 18 марта был награждён знаком МВД Украины «За отличие в службе» ІІ степени.

## Скандал с газетой «Левый берег»
18 ноября 2011 года издание «Левый берег» опубликовало фото, на котором народный депутат Владимир Ландик ведёт СМС-переписку о судьбе своего сына, на тот момент находившегося под судом по обвинению в избиении девушки, после чего нардеп обратился в прокуратуру с требованием возбудить уголовное дело против Сони Кошкиной за несоблюдение тайны переписки интернет-изданием LB.ua.
Однако прокуратура приступила к рассмотрению заявления только через восемь месяцев, в связи с чем Соня Кошкина заявила, что «Ландик — лишь предлог, формальный повод наехать на нас». 29 июня 2012 года Соня Кошкина заявила, что не будет возвращаться на Украину, пока «не появится и не будет обнародован официальный отказ в возбуждении уголовного дела по эпизоду с Ландиком» и она не получит других гарантий, и сказала, что не исключает, что попросит политического убежища в одной из европейских стран.
4 июля 2012 года на LB.ua было опубликовано открытое письмо Соне Кошкиной от имени Владимира Ландика, на которое последовал ответ от Сони Кошкиной с извинениями в адрес Ландика. На следующий день Ландик обратился в прокуратуру с просьбой прекратить уголовное преследование журналистов LB.ua по его обращению.
Несмотря на это, 18 июля прокуратура возбудила уголовное дело по факту совершения преступления («нарушение тайны переписки или другой корреспонденции государственного деятеля»). В тот же день издание «Левый берег» закрыло доступ к своему содержимому и обнародовало на главной странице сайта фотографии чиновников, которых посчитало ответственными за возбуждение дела: главы Администрации президента Сергея Лёвочкина, первого заместителя генерального прокурора Рената Кузьмина, первого вице-премьер-министра Валерия Хорошковского и советника президента Андрея Портнова — с подписью: «Спросите у них, где LB.ua». При этом, Лёвочкин и Хорошковский осудили возбуждение дела. Пресс-служба президента Януковича выпустила сообщение о том, что президент выразил своё беспокойство и поручил проверить законность открытия дела. США призвали власти Украины прекратить преследование по этому делу и обеспечить плюрализм и независимость СМИ.

## Семья
- Отец — Иван Петрович (1914—1979).
- Мать — Александра Владимировна (1923—1998).
  - Старший брат — Валентин Ландык (1946), но написание их фамилий в украинском языке имеет различие из-за ошибки паспортистки.[20][21][22]
  - Супруга — Валентина Александровна[23] — домохозяйка.
    - Сын — Роман Ландик (р. 5 июня 1974) депутат Луганского городского совета и заместитель председателя комиссии по земельным вопросам.[24] В июле 2011 года в украинских СМИ получил широкое освещение инцидент, произошедший в луганском ресторане «Баккара» в ночь на 4 июля, в ходе которого Роман Ландик избил девушку.[25] Реакция Владимира Ландика заключалась в том, что он пообещал подать иски в суд на журналистов, написавших о драке с участием его сына[26], и заявил, что ответственность за инцидент несёт милиция.[27] Фракция Партии регионов не поддержала инициативу Владимира Ландика возбудить уголовное дело против журналистов.[28]. Р. Ландик был исключён из Партии регионов и выведен из состава депутатов горсовета, против него возбуждено уголовное дело. По заявке украинского МВД он был задержан в Краснодаре (на территории России) и экстрадирован на Украину для привлечения его к уголовной ответственности.